# الکساندر (بازیکن فوتبال، زاده ۲۰۰۳)
الکساندر کریستین گومز دا کوستا یا به‌اختصار الکساندر(انگلیسی: Alexsander؛ زادهٔ ۸ اکتبر ۲۰۰۳) بازیکن فوتبال اهل برزیل است که در حال حاضر برای باشگاه فوتبال فلومیننزه بازی می‌کند. 
وی همچنین در تیم ملی فوتبال زیر ۲۰ سال برزیل بازی کرده است.